# Petidină
Petidina, cunoscută și ca meperidină, este un analgezic opioid, agonist complet al receptorilor opioizi μ, k și δ.
Are potența de aproximativ 10 ori mai mică decât morfina (10 mg morfină, administrată subcutan, echivalează cu 100 mg petidină).
Are structură fenil-piperidinică, oarecum intermediară între morfină și atropină, astfel încât are acțiune antispastică. De asemenea, din cauza structurii sale, nu determină mioză precum majoritatea opioidelor, ci o ușoară midriază.
Este indicată în special în durerile din colicile biliare și ureterale, dar și în preanestezia obstetricală.